# Nuoto ai campionati europei di nuoto 2022 - Staffetta mista 4x200 metri stile libero
La gara della staffetta 4x200 metri stile libero mista ai Campionati europei di nuoto 2022 si è svolta il 16 agosto 2022. Al mattino si sono svolte le batterie, mentre la finale si è disputata nel pomeriggio.

## Podio
| Pos.    | Nazione       | Atleta                                                                                              |
| ------- | ------------- | --------------------------------------------------------------------------------------------------- |
| Oro     | Gran Bretagna | Thomas Dean Matthew Richards Freya Colbert Freya Anderson Kieran Bird Jacob Whittle Lucy Hope       |
| Argento | Francia       | Hadrien Salvan Wissam-Amazigh Yebba Charlotte Bonnet Lucile Tessariol Roman Fuchs Giulia Rossi-Bene |
| Bronzo  | Italia        | Stefano Di Cola Matteo Ciampi Alice Mizzau Noemi Cesarano Filippo Megli Linda Caponi                |

## Record
Prima della manifestazione il record del mondo (RM), il record europeo (EU) e il record dei campionati (RC) erano i seguenti.
|  | 7'22"33 | Tempo target  | -                       |
|  | 7'26"67 | Gran Bretagna | 18 maggio 2021 Budapest |

## Risultati

### Batterie
| Pos. | Batteria | Corsia | Nazione       | Atleta | Tempo   | Note |
| ---- | -------- | ------ | ------------- | --- | ------- | ---- |
| 1    | 1        | 2      | Francia       | Roman Fuchs (1'48"04) Wissam-Amazigh Yebba (1'46"86) Giulia Rossi-Bene (2'02"39) Lucile Tessariol (2'01"53)       | 7'38"82 | Q    |
| 2    | 1        | 4      | Gran Bretagna | Kieran Bird (1'49"64) Jacob Whittle (1'49"54) Lucy Hope (2'00"41) Freya Colbert (2'01"25)                         | 7'40"84 | Q    |
| 3    | 1        | 5      | Italia        | Matteo Ciampi (1'49"55) Filippo Megli (1'49"44) Noemi Cesarano (2'01"17) Linda Caponi (2'01"06)                   | 7'41"22 | Q    |
| 4    | 1        | 6      | Polonia       | Kamil Sieradzki (1'49"57) Mateusz Chowaniec (1'50"07) Marta Klimek (2'03"38) Aleksandra Polańska (1'58"31)        | 7'41"33 | Q    |
| 5    | 1        | 9      | Paesi Bassi   | Stan Pijnenburg (1'51"99) Luc Kroon (1'49"26) Imani de Jong (2'00"20) Silke Holkenborg (2'00"06)                  | 7'41"51 | Q    |
| 6    | 1        | 8      | Ungheria      | Gábor Zombori (1'50"33) Dániel Mészáros (1'49"02) Katinka Hosszú (2'01"99) Zsuzsanna Jakabos (2'00"53)            | 7'41"87 | Q    |
| 7    | 1        | 1      | Israele       | Denis Loktev (1'49"20) Bar Soloveychik (1'49"28) Daria Golovati (2'01"76) Lea Polonsky (2'03"82)                  | 7'44"06 | Q    |
| 8    | 1        | 0      | Danimarca     | Andreas Hansen (1'50"02) Mikkel Gadgaard (1'51"13) Marina Heller Hansen (2'02"24) Caroline Wiuff Jensen (2'03"97) | 7'47"36 | Q    |
| 9    | 1        | 3      | Svezia        | Victor Johansson (1'49"32) Robin Hanson (1'50"14) Sofia Åstedt (2'03"53) Hanna Bergman (2'04"66)                  | 7'47"65 |      |
| 10   | 1        | 7      | Slovacchia    | František Jablčník (1'51"58) Richard Nagy (1'55"19) Nikoleta Trniková (2'07"01) Tamara Potocká (2'07"46)          | 8'01"24 |      |

### Finale
| Pos. | Corsia | Nazione       | Atleta | Tempo   | Note |
| ---- | ------ | ------------- | --- | ------- | ---- |
|      | 5      | Gran Bretagna | Thomas Dean (1'46"15) Matthew Richards (1'46"91) Freya Colbert (1'57"29) Freya Anderson (1'57"81)                 | 7'28"16 |      |
|      | 4      | Francia       | Hadrien Salvan (1'47"63) Wissam-Amazigh Yebba (1'46"53) Charlotte Bonnet (1'56"39) Lucile Tessariol (1'58"70)     | 7'29"25 |      |
|      | 3      | Italia        | Stefano Di Cola (1'47"00) Matteo Ciampi (1'47"69) Alice Mizzau (1'58"73) Noemi Cesarano (1'58"43)                 | 7'31"85 |      |
| 4    | 7      | Ungheria      | Richárd Márton (1'48"70) Dániel Mészáros (1'49"01) Nikolett Pádár (1'58"70) Lilla Minna Ábrahám (1'58"14)         | 7'34"55 |      |
| 5    | 2      | Paesi Bassi   | Luc Kroon (1'48"28) Stan Pijnenburg (1'48"93) Imani de Jong (1'58"93) Silke Holkenborg (1'58"54)                  | 7'34"68 |      |
| 6    | 1      | Israele       | Denis Loktev (1'47"66) Bar Soloveychik (1'48"89) Daria Golovati (2'01"40) Anastasia Gorbenko (2'00"50)            | 7'38"45 |      |
| 7    | 6      | Polonia       | Kamil Sieradzki (1'49"04) Mateusz Chowaniec (1'50"94) Aleksandra Knop (2'02"31) Aleksandra Polańska (1'59"00)     | 7'41"29 |      |
| 8    | 8      | Danimarca     | Andreas Hansen (1'50"73) Mikkel Gadgaard (1'51"17) Marina Heller Hansen (2'02"27) Caroline Wiuff Jensen (2'03"63) | 7'47"80 |      |